# Achim Kubinski

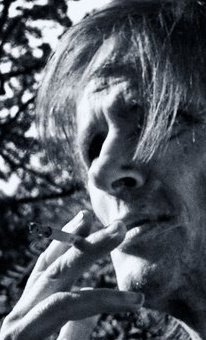
Achim Kubinski (2010)

Achim Kubinski (* 13. Juli 1951 in Stuttgart; † 17. Dezember 2013 in Berlin) war ein deutscher Künstler, Komponist und Galerist.

## Kindheit und Ausbildung
Kubinski erhielt als Kind Klavierunterricht und vertonte als Jugendlicher deutsche Lyrik (Ingeborg Bachmann, Hugo von Hofmannsthal, Gottfried Benn).1967 gründete er in Tübingen mit drei Mitschülern die Band The Bloody Souls und agierte als Sologitarrist. Seine Bandkollegen waren Andreas Härlin (Gitarre und Gesang), Stefan Lecomte (Bass) und Uli Homann (Drums). 1969 zeigte er achtzehnjährig seine erste Einzelausstellung in der Galerie Tangente Tübingen. 1970 Aufführung der Ingeborg Bachmann Songs Zimmertheater Tübingen.
Er studierte Germanistik und Philosophie in Tübingen (1971–1978) und Malerei und Kunstgeschichte an der Kunstakademie Stuttgart.

## Beruflicher Werdegang
1976 letzte Ausstellung unter dem eigenen Namen (Kunsthalle Mannheim, Forum junger Kunst).
1976 eröffnete er die „Olgastrasse 109“ (zunächst private Kunsthochschule) und Beginn des Projektes mit den fiktiven Künstlern Brügge, Stefan Ravena und Angelika Wiesenthal. 1977 mit der Gruppe „famili“ mit Angelika Wiesenthal, Christian Brügge (Michael Simon), Stefan Ravena, Platino & H.F. Müller. Tournee mit der Performance in den USA (1978): Washington (Washart), New York (Prince Street 123), Hetzler Galerie Stuttgart. 1979 gewinnen sowohl Angelika Wiesenthal als auch Christian Brügge den Kunstpreis der Jugend. Performances auf der Art Cologne. 1980 Einzelausstellung im Museum Wolfsburg von Wiesenthal, Brügge. Ausstellung im Kunstverein Stuttgart von Angelika Wiesenthal. Abschluss des Projektes mit den fiktiven Künstler in (Wiesenthal / Brügge / Ravena) im Kunstraum München (1982).
1979 Eröffnung der Galerie Achim Kubinski „Olgastrasse 109“: 1979: Richard Tuttle, Günther Förg, Carl Andre, Dan Flavin; 1980: Barnett Newman 1981: Blinky Palermo, Martin Kippenberger, Joseph Kosuth, 1982: Franz Erhard Walther, Clegg & Guttmann, Donald Judd, Meuser, 1983: Fontana, Joseph Beuys, Sigmar Polke, 1984: Christian Brügge Stiftung: Donald Judd Palermo, Gilbert & George and others. Seit 1985: IMI Knoebel.
Eröffnung der Permanenten Installation der „Olgastrasse 109“ (Das Bild als Ort): Joseph Kosuth, IMI Knoebel, Günther Förg, Vervollständigung 1988 mit Arbeiten von Franz Erhard Walther und Daniel Buren. 1987–1990: Christiane Richter, Richard Merkle, Heimo Zobernig, Hans Weigand, Cosima von Bonin, Ulrich Meister und andere.
Gäste in der „Olgastrasse 109“: Jean-Luc Nancy, J. Pierre Dubost, Jean-François Lyotard u. a. Symposion ‚Philosophy after art’ in der OLGASTR und dem Theaterhaus Stuttgart mit Catherine David, Michelangelo Pistoletto, Haim Steinbach, Joseph Kosuth und andere.
Eröffnung der Galerie Kubinski Köln mit Imi Knoebel, Haim Steinbach, Heimo Zobernig, Joseph Kosuth (1989). Markthalle Moderne Kunst mit John Chamberlain, Franz Erhard Walther, Felix Gonzalez-Torres und Künstler der Region (1990)
Eröffnung der Galerie Kubinski New York mit Musik Studio ‚Artists Only’, Eduard Prulhiehere, Martin Zimmermann, Stefan Banz, Bruno Müller-Mayer, Kunsthalle Luzern
Kubinski kuratierte die Ausstellungen: „around & around“ Douala, Kamerun, 1995 (Haim Steinbach, Joseph Kosuth, Cheri Samba, Martin Kippenberger u. a.), „Stazione Venezia“ Venedig, „Yam“ Ordensanz – Foundation New York.
Kubinski unterrichtete an den Universitäten Merz-Akademie (Stuttgart), Hochschule für Gestaltung Karlsruhe, Würzburg, Hochschule Wismar und Venedig und New York.

## Bühnen- und Filmkompositionen
- 1971: Die Verfolgung und Ermordung Jean Paul Marats dargestellt durch die Schauspielgruppe des Hospizes zu Charenton unter Anleitung des Herrn de Sade von Peter Weiss (Landestheater Tübingen).
- 1996: Tosca!, Burgtheater Vienna, Regie: Michael Simon
- 1997: Die Verzweiflung der Kornblume, Bundeskunsthalle Bonn, Regie: Kubinski/Simon
- 1997: Schlaflos, Schaubühne Berlin, Regie: Simon.
- 1997: Ein sehr kurzes Stück für Bankdirektoren von Till Nikolaus von Heiseler
- 1998: Der Redenschreiber (Film) von Busso von Müller
- 2006: Orpheo, Bangkok, Thaiphilamonik, Regie: Manuel Lütgenhorst.
- 2009: Frühling Erwache!, Michaela Caspar, Ballhaus Ost
- 2011: Medea! Die Wahrheit!, von Till Nikolaus von Heiseler, Regie: Michaela Caspar, Ballhaus Ost.

## Publikationen
- IMI Knobel Katalog, Kunsthalle Baden-Baden, 1985
- IMI Knobel, Dia Art Foundation New York, 1986.
- IMI Knobel, Galerie Lelong, Zürich, 2009
- in Michael Lingner (Hrsg.): Das Haus in dem ich wohne: Die Theorie zum Werkentwurf von Franz Erhard Walther. Ritter, Klagenfurt 1990, ISBN 3-85415-080-6.